# Delphinognathus
Delphinognathus  es un género extinto de sinápsido dinocéfalo perteneciente a la familia Tapinocephalidae. Su fósil ha sido encontrado en Karoo Beds en la Colonia del Cabo, Sudáfrica. Fue nombrado por primera vez por el profesor Harry G. Seeley en 1892, comprende una especie, D. conocephalus. Seeley describió al animal sobre la base de un cráneo del espécimen; descubierto por el geólogo del gobierno de la Colonia del Cabo, Tomas Bain. Aunque el cráneo había sufrido, debido a una mala preservación, él lo declaró que pertenecería a una nueva familia de reptiles fósiles. Delphinognathus es el único tapinocefálido (Taphinocephalida) en el cual la órbita del cráneo se encuentra totalmente en la mitad posterior.

## Otras lecturas sugeridas
- Collected papers de William King Gregory. Publicado en 1950. Original de la University of California.
- Palaeontologia Africana de Bernard Price Institute for Palaeontological Research. Publicado en 1953, The Institute.
- Text-book of paleontology de Karl Alfred von Zittel, Charles Rochester Eastman, Arthur Smith Woodward, Max Schlosser, Lucy Peck Bush, Marguerite L. Engler, Marguerite Louise Engler Schwarzman. Tranducido por Lucy Peck Bush, Marguerite L. Engler. Publicado en 1925, Macmillan
- Transactions of the Royal Society of South Africa por la Royal Society of South Africa. Publicado en 1925, Royal Society of South Africa